# Hubertus von Hohenlohe

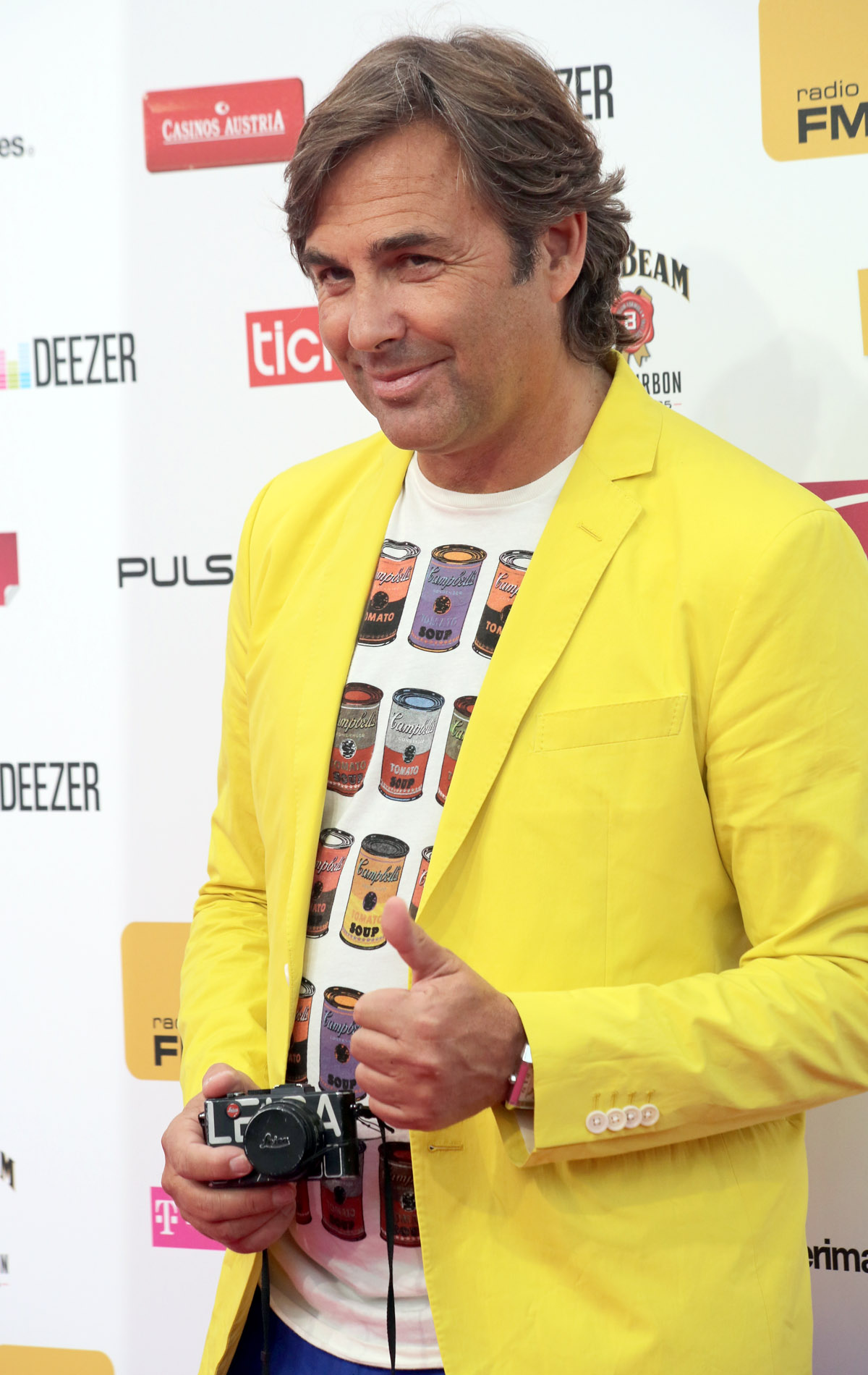
Hubertus von Hohenlohe – Amadeus Awards 2013

Hubertus Prinz zu Hohenlohe (* 2. února 1959 Ciudad de México) je mexický fotograf, zpěvák a závodník alpského lyžování. Bydlí v Marbelle (Španělsko), v Lichtenštejnsku a ve Vídni. Má mexické a lichtenštejnské občanství.

## Život
Narodil se v Mexiku v době, kdy jeho otec budoval firmu a obchod pro Volkswagen. Když mu byly čtyři roky, odstěhoval se s otcem a bratrem do Marbelly, kde vyrůstal v pětihvězdičkovém hotelu svého otce. V deseti letech byl odeslán do internátu v Rakousku, odkud si ho v 11 letech vyzvedla teta, která měla 7 dětí. Jeho starší bratr Christoph byl předurčen k převzetí hotelu, a proto si musel mladší Hubertus najít jinou oblast, jako fotografování, jízdu na lyžích a jiné umělecké směry.
Založil v Mexiku lyžařský svaz a v roce 1981 debutoval ve světovém poháru. Pětkrát skončil v závodě SP v první desítce, pokaždé v kombinaci. Zúčastnil se šesti olympijských her a osmnácti světových šampionátů; na mistrovství světa v alpském lyžování 2021 startoval v rekordním věku 62 let. Je známý pod přezdívkou Andy Himalaya.
Navrhl oblečení pro mexickou výpravu na ZOH 2018. Jako model pózoval pro Andyho Warhola. Je autorem provokativních fotografií libanonské sjezdařky Jacky Šamúnové. Vydal knihu fotografií Urban Jungles, vystupoval v televizním seriálu Vraždy v Kitzbühelu, nahrál pěvecká alba Rio-Vienna (1988), Busy Goin Gohere (1994), Spiegelbilder (2002) a Enter my Universe (2005). Byl producentem skladby „The Rhythm Divine“, kterou nahráli Yello a Shirley Bassey, spolupracoval také s Falcem.
Je synovcem českého politika Karla Schwarzenberga. Jeho matka Ira von Fürstenberg hrála ve filmech Nebeská vila, Ostrov děsu a Bitva u El Alameinu. V roce 2019 se oženil se Simonou Gandolfi, sestřenicí Alberta Tomby.